# Nadia Mielke-Offendal
Nadia Mielke-Offendal (* 22. Oktober 1994 in Gentofte, geborene Nadia Offendal) ist eine dänische Handballspielerin, die dem Kader der dänischen Nationalmannschaft angehört.

## Karriere

### Im Verein
Mielke-Offendal wuchs in Frederikssund auf. Ihre ersten Stationen waren die dänischen Vereine Ishøj, HK 73 und HØJ. Bei HØJ wurde sie ab ihrem 16. Lebensjahr in der Damenmannschaft eingesetzt, die in der dritthöchsten dänischen Spielklasse antrat. Mit HØJ gewann sie 2013 die dänische U19-Meisterschaft. Daraufhin wechselte die Rückraumspielerin zum HC Odense, der sich zum Saisonbeginn 2016/17 in Odense Håndbold umbenannte. Mit Odense nahm sie in fast jeder Saison an einem europäischen Wettbewerb teil. Aufgrund einer Kreuzbandverletzung im August 2015 musste sie den Rest der Saison 2015/16 pausieren. Im Sommer 2020 schloss sie sich dem französischen Erstligisten Paris 92 an. Ab der Saison 2022/23 lief Mielke-Offendal für den Ligakonkurrenten Chambray Touraine Handball auf. Im Sommer 2024 wechselte sie zum Ligakonkurrenten Jeanne d’Arc Dijon Handball.

### In der Nationalmannschaft
Mielke-Offendal lief anfangs für die dänische Jugend- sowie Juniorinnen-Nationalmannschaft auf. Mit der Jugendauswahl gewann sie die Silbermedaille bei der U-17-Europameisterschaft 2011, bei der mit dem MVP-Titel ausgezeichnet wurde. Im folgenden Jahr errang sie die Goldmedaille bei der U-18-Weltmeisterschaft 2012. In der darauffolgenden Altersklasse gewann sie bei der U-19-Europameisterschaft 2013 sowie bei der U-20-Weltmeisterschaft 2014 jeweils die Bronzemedaille.
Mielke-Offendal bestritt am 28. November 2014 ihr erstes Länderspiel für die dänische A-Nationalmannschaft. Sie gehörte dem dänischen Aufgebot bei der Europameisterschaft 2018 an. Nach der Vorrunde wurde Mielke-Offendal aus dem EM-Kader gestrichen und Stine Jørgensen nahm ihrem Platz im Kader ein.